# Classic Loire Atlantique 2017
La Classic Loire Atlantique 2017, diciottesima edizione della corsa e valevole come evento dell'UCI Europe Tour 2017 categoria 1.1, si svolse il 18 marzo 2017 su un percorso di 182,8 km, con partenza e arrivo a La Haie-Fouassière, in Francia. La vittoria fu appannaggio del francese Laurent Pichon, che completò la gara in 4h26'19", alla media di 41,184 km/h, precedendo i connazionali Thomas Boudat e Hugo Hofstetter.
Sul traguardo di La Haie-Fouassière 96 ciclisti, su 128 partenti, portarono a termine la competizione.

## Squadre e corridori partecipanti
| N.    | Cod. | Squadra                      |
| ----- | ---- | ---------------------------- |
| 1-8   | ALM  | AG2R La Mondiale             |
| 11-18 | FDJ  | FDJ                          |
| 21-28 | COF  | Cofidis                      |
| 31-38 | DMP  | Delko-Marseille Provence-KTM |
| 41-48 | DEN  | Direct Énergie               |
| 51-58 | FVC  | Fortuneo-Vital Concept       |
| 61-66 | ANS  | Androni-Sidermec-Bottecchia  |
| 71-77 | CJR  | Caja Rural-Seguros RGA       |
| 81-88 | SVB  | Sport Vlaanderen-Baloise     |

| N.      | Cod. | Squadra                       |
| ------- | ---- | ----------------------------- |
| 91-98   | WGG  | Wanty-Groupe Gobert           |
| 101-108 | ADT  | Armée de Terre                |
| 111-118 | AUB  | HP BTP-Auber 93               |
| 121-128 | RLM  | Roubaix-Lille Métropole       |
| 131-138 | EUS  | Euskadi Basque Country-Murias |
| 141-147 | FIX  | Team FixIT.no                 |
| 151-157 | KWC  | Kuwait-Cartucho.es            |
| 161-168 | FRA  | Francia                       |

## Ordine d'arrivo (Top 10)
| Pos. | Corridore            | Squadra   | Tempo    |
| ---- | -------------------- | --------- | -------- |
| 1    | Laurent Pichon       | Fortuneo  | 4h26'19" |
| 2    | Thomas Boudat        | Direct    | s.t.     |
| 3    | Hugo Hofstetter      | Cofidis   | s.t.     |
| 4    | Edward Planckaert    | Sport Vl. | s.t.     |
| 5    | Samuel Dumoulin      | AG2R      | s.t.     |
| 6    | Jérémy Leveau        | Roubaix   | s.t.     |
| 7    | Andrea Vendrame      | Androni   | s.t.     |
| 8    | Olivier Le Gac       | FDJ       | s.t.     |
| 9    | Flavien Dassonville  | Auber 93  | s.t.     |
| 10   | Odd Christian Eiking | FDJ       | s.t.     |